# Витан-Дубейковская, Юлиана
Юлиана Витан-Дубейковская (бел. Юліяна Вітан-Дубейкаўская, урождённая Менке, псевдоним Кветка Вітан; 30 ноября (12 декабря) 1886, Вильнюс — 28 сентября 1969, Нюрнберг, Германия) — белорусский искусствовед, педагог, мемуарист.

## Биография

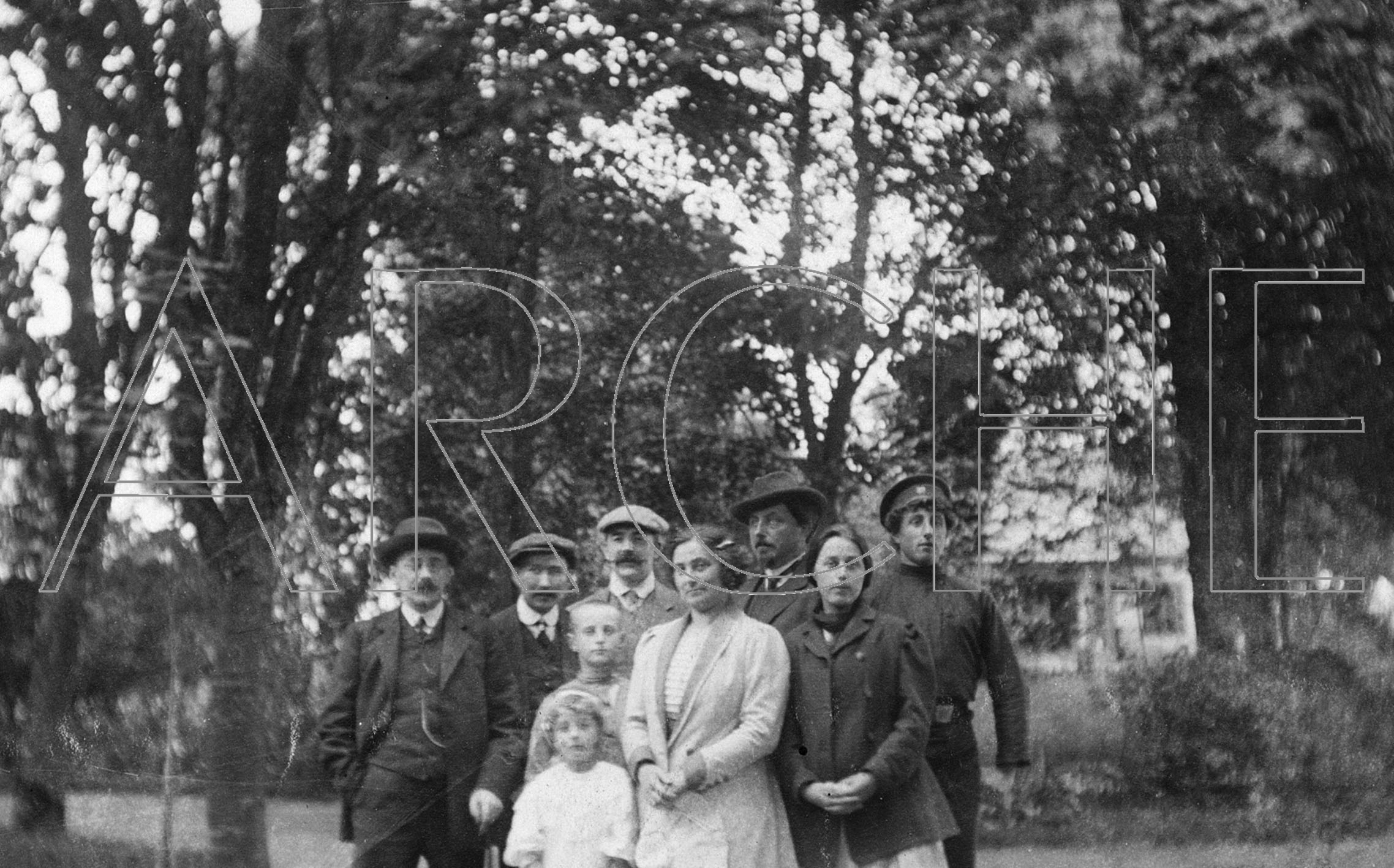
Сотрудники редакции «Нашей Нівы» вместе с семьей Менке во время поездки по Вильнюсу. Слева направо: Антон Гриневич, Иван Луцкевич, Леон и Ольга Менке, Александр Власов, Менке-мать, Кароль Менке-отец, Юлиана Менке и Люцик (Алоиз) Менке. Весна 1915 года. Из фондов БДАМЛМ

Юлиана Менке происходит из семьи вильнюсских немцев. С 1895 по 1905 годы училась в вильнюсской частной гимназии Веры Михайловны Прозаровой. Во время учёбы в гимназии она познакомилась с Алоизой Пашкевич, которая училась с сестрой Юлианы Женей. С 1907 года в Санкт-Петербурге, в 1914 году сдала государственные экзамены в Санкт-Петербургский университет на историко-филологический факультет. В 1915 году, вернувшись в Вильнюс, она познакомилась с Иваном Луцкевичем и начала работать в Вильнюсском белорусском комитете. Она участвовала в открытии первой белорусской начальной школы, курсов подготовки учителей белорусского языка и Вильнюсской белорусской гимназии, где позже преподавала немецкий язык и педагогику. В 1922 году она стала женой известного белорусского деятеля Леона Витан-Дубейковского. После его смерти (1940 год) дом и земля были национализированы, 6 марта 1941 года Юлиана с семьей уехала в Германию. Сначала она жила в лагере для мигрантов, затем была отправлена в Берлин, где работала переводчиком. После 1945 года она зарабатывала на жизнь чтением лекций. В сентябре 1947 года она поехала в Западную Германию в Малерсдорф к своей племяннице, а в апреле 1951 года в Нюрнберг. Она написала ряд воспоминаний о деятелях белорусского национального движения, о себе и своих близких. Так, она написала книгу, посвященную Ивану Луцкевичу «Мои воспоминания» (изданная в 1994 году в Вильнюсе с предисловием Леона Луцкевича, стала основой спектакля «Вильнюсские мечты», поставленного Галиной Дягилевой в театре одного актера «Зніч»). В 1954 году в Нью-Йорке вышла книга «Леон Витан-Дубейковский», изданная Юлианой под псевдонимом Кветка Вітан.
В 1994 году вышла книга «Мои воспоминания», которую Юлиана написала в 1953 году в Нюрнберге по просьбе и совету В. Тумаша и Н. Арсеньевой. Воспоминания стали публиковаться под заголовком «Рыцар Пагоні» («Витязь погони») в газете «Бацькаўшчына». Рукопись была передана Янине Кохановской в США. Сейчас рукопись хранится в Белорусском государственном архиве-музее литературы и искусства.

## Произведения
- Успаміны пра Івана Луцкевіча / пад псеўд. Кветка Вітан// Конадні. — 1963. — № 7. — С. 133 — 137; Бацькаўшчына. — 1956. — № 22 (304). — С. 3 — 4; 1956. — № 23 (305). — С. 2, 4.
- Cor Ardens: Успаміны пра Цётку — Алаізу Пашкевічанку-Кайрыс / Ю. Вітан-Дубейкаўская // Конадні. — 1955. — № 3. — С. 49 — 54: іл. Перадрук: На суд гісторыі: Успаміны, дыялогі / Уклад., прадм. і звесткі пра аўтараў Б. І. Сачанкі; Тэкстал. падрыхт. С. Б. Сачанка. — Мн.: Мастацкая літаратура, 1994. — 303 с. — С. 6 — 11. — ISBN 5-340-01158-5.
- Мае ўспаміны / Юліяна Вітан-Дубейкаўская; Таварыства беларускай культуры ў Літве. — Вільня: Таварыства беларускай культуры ў Літве. — Мн.: Незалежная выдавецкая кампанія «Тэхналогія», 1994. — 190 с. — ISBN 9986-422-35-3.
- Чаму Іван Луцкевіч не пакінуў па сабе пісьменных працаў (Жменя ўспамінаў) // Бацькаўшчына. — 1954. — № 30 — 31 (212 — 213). — 15 жніўня. — С. 3 — 6.